# زمینی (آلبوم)
زمینی (به انگلیسی: Earthling) بیست و یکمین آلبوم استودیویی موسیقی‌دان انگلیسی دیوید بویی است که در ۳ فوریهٔ ۱۹۹۷ به‌وسیلهٔ آرسی‌ای رکوردز در بریتانیا، ویرجین رکوردز در ایالات متحده و آریستا رکوردز/بی‌ام‌جی در دیگر مناطق منتشر شد. این آلبوم اکثراً به‌دست خود بویی تهیه شد و ضبط آن عمدتاً از اوت تا اکتبر ۱۹۹۶ در نیویورک سیتی انجام شد.
زمینی نسبت به آلبوم‌های قبلی بویی در جدول‌های فروش عملکرد بهتری داشت. تک‌آهنگ‌های همراه آلبوم ریمیکس‌های متعددی داشتند و با پخش موزیک ویدیو پشتیبانی می‌شدند. بویی آلبوم را از طریق حضور در برنامه‌های تلویزیونی و در تور زمینی در سال ۱۹۹۷ تبلیغ کرد. اگرچه آلبوم در زمان انتشار اکثراً نقدهای مثبتی گرفت، بررسی‌های بعدی نشان می‌داد که زمینی فاقد نوآوری در زمانی بود که شکوفایی درام اند بیس به خوبی جا افتاده بود. برخی دیگر آن را آلبوم ارزشمندی می‌دانند که برای یک دهه دست کم گرفته شده بود.

## لیست ترانه ها
متن همهٔ ترانه‌ها توسط دیوید بویی نوشته و موسیقی همهٔ آنها توسط بویی, گابرلز و پلاتی, بجز ترانه هایی که اشاره شده، ساخته شده‌است.
| شماره      | نام                               | آهنگساز          | مدت   |
| ---------- | --------------------------------- | ---------------- | ----- |
| ۱.         | «Little Wonder»                   |                  | ۶:۰۲  |
| ۲.         | «Looking for Satellites»          |                  | ۵:۲۱  |
| ۳.         | «Battle for Britain (The Letter)» |                  | ۴:۴۸  |
| ۴.         | «Seven Years in Tibet»            | Bowie, Gabrels   | ۶:۲۲  |
| ۵.         | «Dead Man Walking»                | Bowie, Gabrels   | ۶:۵۰  |
| ۶.         | «Telling Lies»                    | Bowie            | ۴:۴۹  |
| ۷.         | «The Last Thing You Should Do»    |                  | ۴:۵۷  |
| ۸.         | «I'm Afraid of Americans»         | Bowie, Brian Eno | ۵:۰۰  |
| ۹.         | «Law (Earthlings on Fire)»        | Bowie, Gabrels   | ۴:۴۸  |
| مجموع مدت: | مجموع مدت:                        | مجموع مدت:       | ۴۸:۵۷ |